# Dermot Ryan

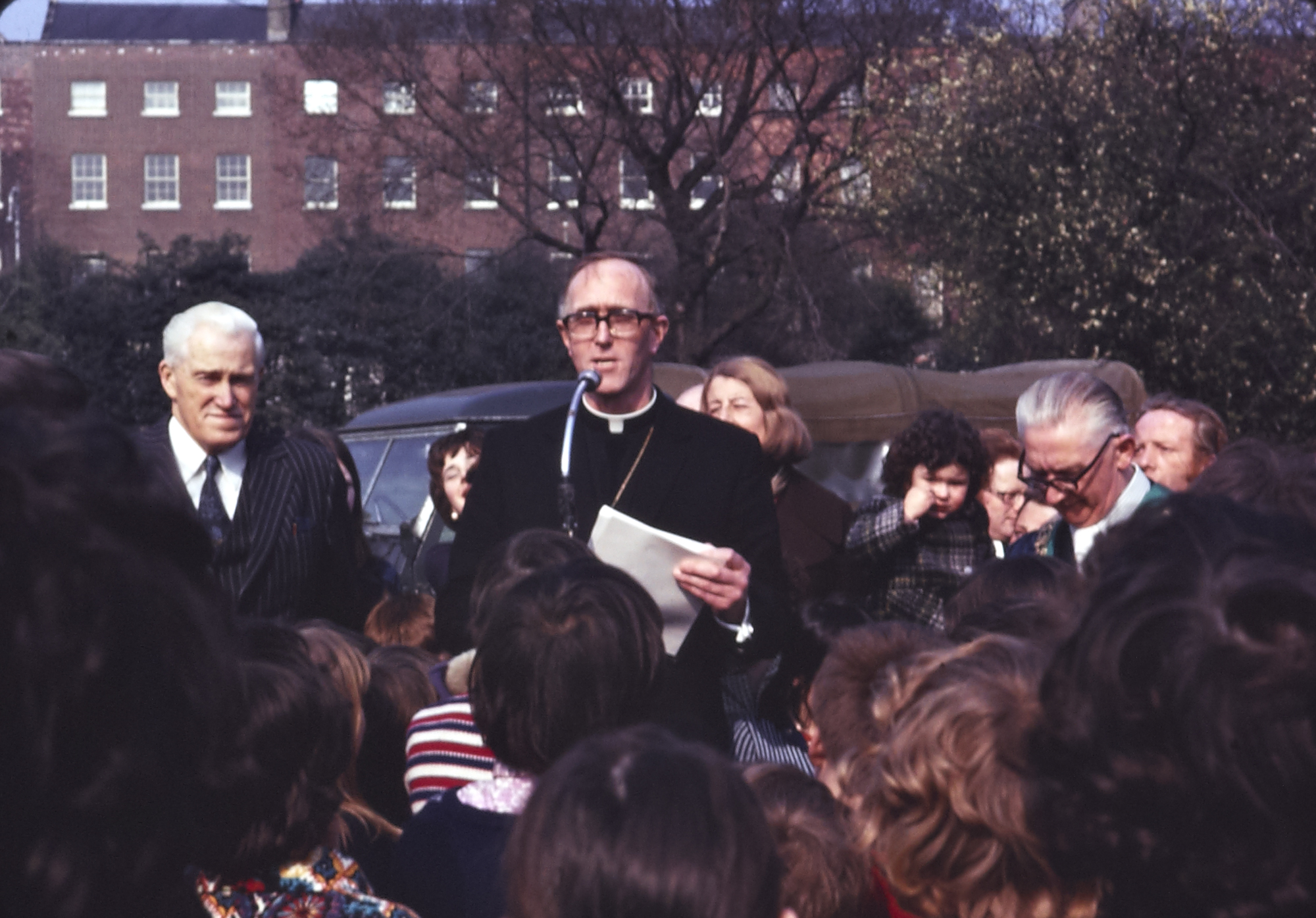
Erzbischof Dermot Ryan (Mitte) bei der Übergabe des Merrion Square Park an die Stadt Dublin (1974)

Dermot J. Ryan (* 24. Juni 1924 in Clondalkin, Irland; † 21. Februar 1985 in Rom) war ein irischer Geistlicher und römisch-katholischer Erzbischof von Dublin sowie Kurienerzbischof.

## Leben
Dermot Ryan empfing am 28. Mai 1950 die Priesterweihe.
Am 29. Dezember 1971 ernannte ihn Papst Paul VI. zum Erzbischof von Dublin. Die Bischofsweihe spendete ihm der Papst persönlich am 13. Februar 1972 im Petersdom. Mitkonsekratoren waren der Erzbischof von Utrecht, Bernard Jan Kardinal Alfrink, und der Erzbischof von Armagh, William John Kardinal Conway
Vor dem irischen Referendum gegen Abtreibung, dem „Pro-Life Referendum“ von 1983, bezog er Position und erklärte öffentlich, dass ein „Yes“-Votum jeden Versuch, die Abtreibung in Irland zu legalisieren, für immer verhindern würde.
Am 8. April 1984 wurde er zum Pro-Präfekt der Kongregation für die Evangelisierung der Völker berufen, woraufhin er am 1. September 1984 als Erzbischof zurücktrat. Kurz nach seiner Ankunft in Rom starb Ryan.
Der Archbishop Ryan Park in Dublin ist nach ihm benannt, da er das Grundstück, auf dem sich der Park befindet, 1974 der Stadt schenkte. Ryan galt als eher liberal. In jüngerer Zeit wurde bekannt, dass er 1983 von sexuellem Missbrauch von Schülern in Seminaren durch Priester seiner Diözese erfahren hatte. Diese Fälle wurden von ihm nicht weiter untersucht, die Täter wurden teilweise nur an einen anderen Ort versetzt.

## Veröffentlichungen
- Law in the Church - the Vision of Scripture. Newsletter of the Canon Law Society of Great Britain and Ireland No. 52–53, 1982.